# أحمد علي الستراوي
أحمد علي رضي الستراوي (ولد في 1932 في عالي، البحرين - توفي في 27 سبتمبر 2009 في سترة، البحرين) محاسب ومعلم ورجل أعمال بحريني. يعتبر عضو مؤسس لنادي سترة وبلدية سترة وأول رئيس للبلدية في تاريخها.

## النشأة والتعليم
الستراوي من مواليد العام 1932 في قرية عالي وسط البحرين. التي عاش فيها سني حياته الأولى.
تعلم القرآن الكريم على يد إبراهيم المبارك. انتقل بعد وفاة والدته مع والده للعيش في جزيرة سترة وهناك التحق بالمدرسة الإبتدائية وأكمل دراسته الثانوية بعدها في المدرسة الشرقية بالمنامة.

## المسيرة المهنية والخيرية
عمل بوظيفة محاسب في مؤسسة الحداد التجارية بالقطيف (شرق السعودية) ثم عاد إلى سترة وعمل مدرسا في مدرسة سترة الإبتدائية للبنين في أربعينيات القرن العشرين.
صاحب فكرة تأسيس فرع نادي العروبة بسترة العام 1953 إذ طالب بقطعة أرض ليتم تشييد النادي عليها.
في العام 1957 عمل على تغيير اسم النادي إلى نادي سترة الثقافي والرياضي إذ سانده في ذلك مجموعة من المثقفين ليتحول فرع نادي العروبة بعد أربع سنوات لنادي سترة بمساندة كل من حسن المتوج وأحمد سبيل وعلي بن حسن آل طوق والذي شغل منصب رئاسة النادي في تشكيلته الأولى فيما شغل الستراوي عدة مناصب إدارية أهمها سكرتير النادي. وقام في العام نفسه بكتابة القانون الأساسي للنادي. وكان الستراوي يتمتع بعلاقات اجتماعية واسعة وكانت مساهماته في العمل التطوعي بارزة وملحوظة لأبناء منطقته بجانب الشق الرياضي حيث كان من مؤسسي كرة القدم بسترة. وبعد إشهار نادي سترة الرياضي والثقافي عام 1957 قام وفد من مجلس إدارة النادي برئاسة الستراوي بزيارة حاكم البحرين آنذاك سلمان بن حمد آل خليفة الأول حيث أمر بتخصيص قطع أرض لمقر النادي واستطاعوا استصدار وثيقة للأرض ورخصة لبناء المقر الجديد. استخدم النادي منبرا لنشر الثقافة في المجتمع الستراوي وذلك عن طريق الندوات والسينما المتحركة وتقديم خدمات التدريس في البيوت.
عمل على تأسيس بلدية سترة وتم تعيينه رئيسا لها ومن خلال منصبه هذا استطاع أن يقوم بأعمال كثيرة منها: تطوير البنية التحتية لمنطقة سترة وطالب بتوصيل الكهرباء والماء للمنازل ورصف الشوارع وإنارتها وعمل على تشييد أول مستشفى في جزيرة سترة لتقديم الخدمات الطبية لأهالي المنطقة وأطلق عليه مستشفى أحمد وكذلك عمل على تشييد مستشفى الولادة. وقام بعمل أحواض تستخدم كمكبات للقمامة في مختلف أنحاء سترة. وطالب بإنشاء مدرسة القادسية وهي أول مدرسة للبنات في الجزيرة.
عمل بعدها في مجال التجارة والعقارات وأطلق عليه لقب شيخ الدلالين. امتدت أعماله العقارية لتشمل مناطق عديدة في البحرين وذلك من خلال الإسهام في تخطيط المساحات والأراضي الجديدة في تلك المناطق.

## الحياة الشخصية
متزوج ولديه عدة أبناء منهم صفاء وماري.

## الوفاة
توفي في 27 سبتمبر 2009 بعد صراع دام 4 سنوات مع المرض.